# 김한결 (뮤지컬 배우)
김한결(1994년 4월 2일 ~ )은 대한민국의 뮤지컬 배우이다.

## 방송
- 더블 캐스팅 (2020) - Top44

## 공연
- 뱀파이어 (2014)-앙상블 역
- 조병창이야기 (2018)-강호창 역
- 여명의 눈동자 (2019)-앙상블 역
- 나의 이름 진달래 (2019)-김원벽 역
- 영웅본색 (2019)-앙상블 역
- 삼태사 (2019)-견훤장수 역
- 광주 (2020,21,22,23)-편의대원 심영철 역
- 프랑켄슈타인 (2021)-앙상블 역
- 플랜더스의 위다 (2021)-에반 라슨 역
- 엘리자벳 (2022)-앙상블 역
- 마리퀴리 (2023)-레흐 노바크 역